# SIECUS
 (mars 2025).
Le Sexuality Information and Education Council of the United States, ou simplement SIECUS, est une organisation nationale sans but lucratif basée à Washington, D.C., destinée à la promotion de l'éducation sexuelle par le biais du plaidoyer, de la politique et du travail en coalition. SIECUS développe, collecte et diffuse des informations, promeut une éducation sexuelle complète et défend le droit des individus à faire des choix sexuels responsables. Elle est largement considérée comme la voix institutionnelle de ces enjeux et une pionnière de l'approche de l'éducation sexuelle complète.

## Histoire

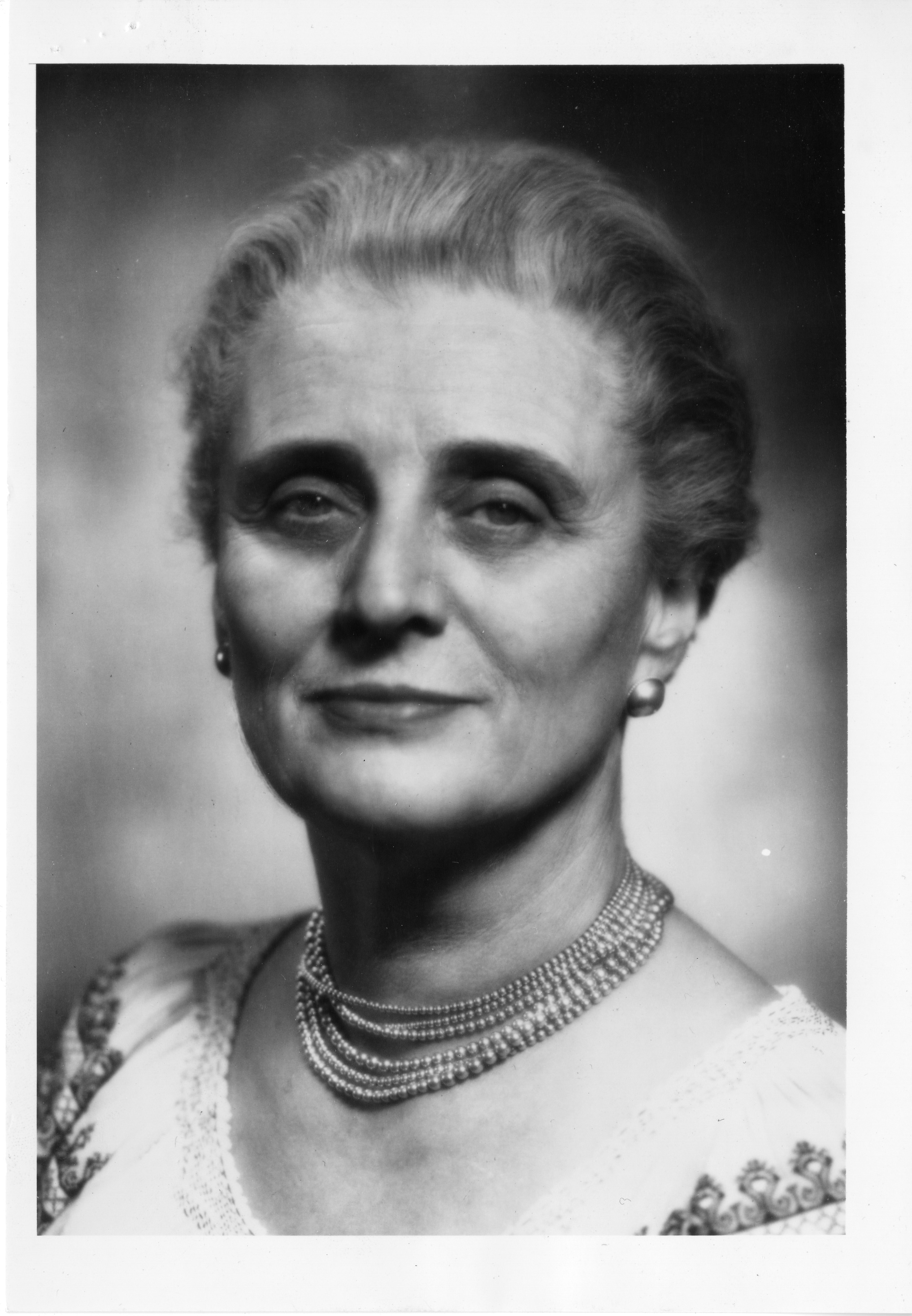
Dr. Mary Calderone, fondatrice de SIECUS.

L'organisation a été fondée en 1964 par Dr Mary Calderone, alors directrice médicale de Planned Parenthood. Convaincue que l'éducation sexuelle faisait cruellement défaut dans la société américaine et que la simple distribution de contraceptifs était insuffisante, elle quitte son poste et fonde le Sex Information and Education Council of the United States (plus tard renommé "Sexuality Information and Education Council of the United States"), le premier et unique groupe de plaidoyer national consacré à l'éducation sexuelle.

## Travaux récents

### Éducation sexuelle complète
Pionnière de l'éducation sexuelle scientifique, SIECUS définit ses lignes directrices comme suit :
- Adaptée à l'âge, au niveau de développement et au contexte culturel des élèves ;
- Respectant la diversité des valeurs et croyances des communautés ;
- Complétant l'éducation sexuelle dispensée par la famille, les groupes religieux et les professionnels de la santé ;
- Abordant non seulement l'abstinence, mais aussi la contraception et le choix reproductif ;
- Intégrant les questions LGBT+ ;
- Enseignant l'anatomie, le développement, la puberté et les relations ;
- Basée sur des données scientifiques et médicalement exactes.

### SIECUS State Profiles
SIECUS publie les SIECUS State Profiles, qui fournissent un aperçu des lois et politiques étatiques en matière d'éducation sexuelle aux États-Unis, ainsi que les initiatives des militants pour faire avancer ou défendre cette cause.

### Future of Sex Education
En collaboration avec Advocates for Youth et Answer (Rutgers University), SIECUS cofinance et gère le projet Future of Sex Education (FoSE), visant à promouvoir l'institutionnalisation de l'éducation sexuelle complète dans les écoles publiques.

### Autres engagements
SIECUS est membre de la National Coalition Against Censorship.